# Љубав преко ноћи
„Љубав преко ноћи” је југословенски ТВ филм из 1967. године. Режирао га је Небојша Комадина а сценарио је написао Александар Поповић.

## Улоге
| Глумац                     | Улога              |
| -------------------------- | ------------------ |
| Ружица Сокић               | Анка               |
| Властимир Ђуза Стојиљковић | Среја, молер       |
| Љиљана Шљапић              | Продавачица ципела |
| Власта Велисављевић        | Газда              |